# Phalaenopsis micholitzii
Phalaenopsis micholitzii är en orkidéart som beskrevs av Robert Allen Rolfe. Phalaenopsis micholitzii ingår i släktet Phalaenopsis och familjen orkidéer. Inga underarter finns listade i Catalogue of Life.